# William Glyn
William E. Glyn (1859 – 23 marzo 1939) è stato un tennista britannico attivo negli Stati Uniti.
Fu finalista nella prima edizione degli U.S. National Championships (gli attuali US Open), che furono disputati nel 1881 presso il Newport Lawn Tennis Club, a Newport. Durante il percorso verso la finale sconfisse Mr. Rives (1-6, 6-1, 6-1), R.F. Conover (6-5, 6-2), W. Gammell, Jr. (6-3, 3-6, 6-4) e T. A. Shaw (6-2, 6-2). In finale gareggiò con Richard Dudley Sears e fu battuto con un punteggio di 6-0, 6-3, 6-2.

## Finali nei tornei del Grande Slam

### Finali perse (1)
| Anno | Torneo             | Avversario in finale | Punteggio     |
| 1881 | U.S. Championships | Richard Sears        | 0-6, 3-6, 2-6 |